# گروه چاینا آیوان
گروه چاینا آیوان (انگلیسی: China Aoyuan Group) شرکت املاک چینی است، که در سال ۱۹۹۶ تأسیس شد.